# Мур, Чарльз, 1-й маркиз Дрохеда
Чарльз Мур, 1-й маркиз Дрохеда (англ. Charles Moore, 1st Marquess of Drogheda; 29 июня 1730 — 22 декабря 1822) — англо-ирландский пэр и политик, фельдмаршал. Он был известен как виконт Мур с 1752 по 1758 год и 6-й граф Дрохеда с 1758 по 1791 год.

## Происхождение
Родился 29 июня 1730 года. Старший сын из шести сыновей Эдварда Мура, 5-го графа Дрохеды (1701—1758), и его первой жены, леди Сары Понсонби (? — 1736/1737), старшей дочери Брабазона Понсонби, 1-го графа Бессборо.

## Военная карьера
Чарльз Мур поступил на службу в британскую армию в 1744 году в чине корнета 12-го драгунского полка. В 1746 году в битве с шотландскими горцами при Каллодене он нёс знамя своего полка. Он был произведен в капитаны (1750), майоры (1752) и бревет-подполковники (1755). В августе 1762 года Чарльз Мур стал почётным полковником своего полка. Он командовал 18-м драгунским полом во время операции против белых мальчиков в Ирландии с 1762 года .
Генерал-майор с 1770 года, генерал-мастер ирландской артиллерии и главнокомандующий Королевской ирландской артиллерией с 1770 года, генерал-лейтенант (1777), полный генерал (1793), фельдмаршал с 1821 года .

## Политическая карьера
С 1757 по 1758 год Чарльз Мур заседал в Ирландской палате общин от Сент-Каниса.
28 октября 1758 года после смерти своего отца и младшего брата в Ирландском море Чарльз Мур унаследовал титулы 5-го графа Дрохеда (Пэрство Ирландии), 7-го виконта Мура из Дроэды (Пэрство Ирландии) и 7-го барона Мура из Меллефонта в графстве Лаут (Пэрство Ирландии).
С 1758 по 1760 год — великий мастер Первой Великой ложи Ирландии .
Губернатор графства Мит (1759), подполковник-комендант 19-го (позднее 18-го) легкого драгунского полка (1759), главный секретарь лорда-лейтенанта Ирландии (1763), губернатор Кинсейла и Чарльз-Форта (1765), лорд-судья Ирландии (1766), хранитель рукописей графства Кингс (1766—1822) и графства Квинс (1769—1822).
Заседал в Палате общин Великобритании от Хоржэма с 1776 по 1780 год. В марте 1783 года один из первых рыцарей-основателей Ордена Святого Патрика.
5 июля 1791 года для него был создан титул 1-го маркиза Дрохеда в Пэрстве Ирландии. С 1797 года — генеральный почтмейстер Ирландии (1797—1806) . 17 января 1801 года он получил титул барона Мура из Мур-Плейс в графстве Кент (Пэрство Соединённого королевства), получив автоматическое место в Палате лордов Великобритании.

## Семья
15 февраля 1766 года он женился на леди Энн Сеймур-Конвей (1 августа 1744 — 4 ноября 1784), старшей дочери Фрэнсиса Сеймур, 1-го маркиза Хертфорда, и леди Изабеллы Фицрой. У супругов было восемь детей:
- Леди Изабелла Мур (22 ноября 1766 — 22 июня 1787)[5]
- Чарльз Мур, 2-й маркиз Дрохеда (23 августа 1770 — 6 февраля 1837), старший сын и преемник отца[5].
- Леди Элизабет Эмилия Мур (14 марта 1771 — 18 марта 1841), в 1797 году она вышла замуж за Джорджа Ньюджента, 7-го графа Уэстмита (1760—1814)[5]
- Леди Мэри Мур (27 августа 1772 — 22 февраля 1842), в 1791 году она вышла замуж за Александра Стюарда из Ардса (1746—1831)[5]
- Генри Сеймур Мур (1774 — август 1825), женат на Мэри Летисии Парнелл, дочери Генриха Парнелл, 1-го барона Конглетон (Congleton)[5].
- Леди Гертруда Мур, умерла незамужней[19].
- Леди Элис Мур (сентябрь 1776—1789)
- Леди Энн Мур (? — февраль 1788)
- Леди Фрэнсис Мур (? — 5 октября 1833), в 1800 году она вышла замуж за Джон Ормсби Ванделера (1765—1828)[5].